# Arhopala alcestis
Arhopala alcestis är en fjärilsart som beskrevs av Grose-smith 1902. Arhopala alcestis ingår i släktet Arhopala och familjen juvelvingar. Inga underarter finns listade i Catalogue of Life.